# Casa Milà

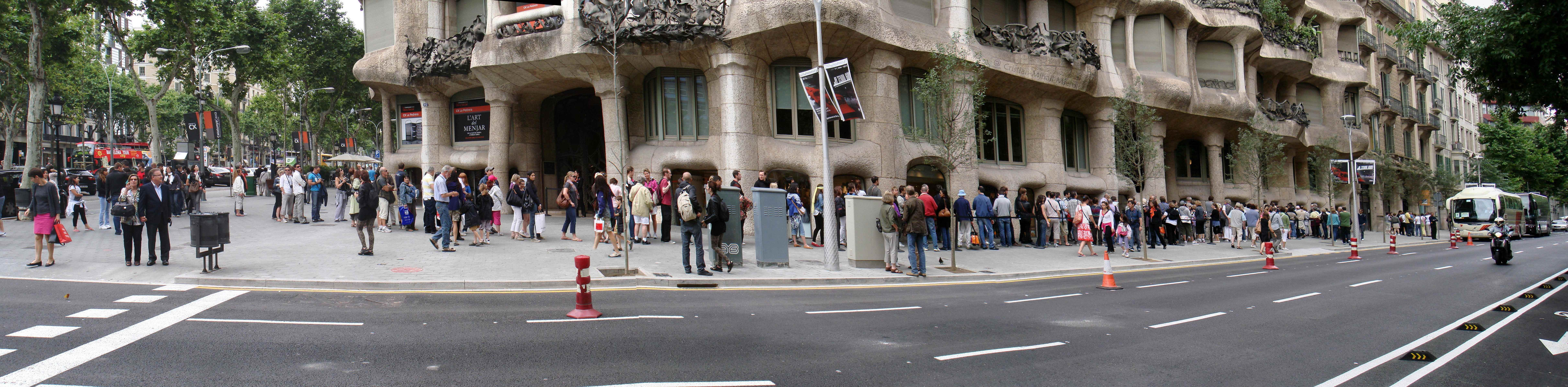
Coadă la bilete pentru a vizita Casa Milà din Barcelona

Casa Milà este una dintre realizările arhitectului Antoni Gaudí în Barcelona, care figurează din anul 1984 pe lista de locuri din patrimoniul mondial UNESCO. Se află pe bulevardul Passeig, la numărul 92, în cartierul Eixample.
Acest imobil a fost construit pentru Roger Segimon de Milà între 1905 și 1907. Este, de asemenea, denumit, de către barcelonezi, La Pedrera, care înseamnă loc de unde se extrage piatra în catalană, deoarece fațada prezintă anumite ondulări.